# Julio Machado
Julio Machado (Valencia, Estado Carabobo, Venezuela; 19 de junio de 1982) es un exfutbolista venezolano que jugaba como defensa y su último equipo fue Mineros de Guayana de la Primera División de Venezuela.

## Clubes
| Club                | País      | Año             | PJ  | Goles |
| ------------------- | --------- | --------------- | --- | ----- |
| Valencia FC         | Venezuela | 2003 - 2004     | 0   | 0     |
| Carabobo FC         | Venezuela | 2004 - 2006     | 64  | 4     |
| UA Maracaibo        | Venezuela | 2006 - 2008     | 41  | 8     |
| Deportivo Táchira   | Venezuela | 2008 - 2010     | 56  | 1     |
| Caracas Fútbol Club | Venezuela | 2010 - 2013     | 81  | 4     |
| Mineros de Guayana  | Venezuela | 2013 - Presente | 110 | 3     |

## Palmarés

### Torneo Nacionales
| Título          | Club               | País      | Año  |
| --------------- | ------------------ | --------- | ---- |
| Torneo Apertura | Deportivo Táchira  | Venezuela | 2009 |
| Torneo Clausura | Caracas F.C        | Venezuela | 2010 |
| Torneo Apertura | Mineros de Guayana | Venezuela | 2013 |
| Copa Venezuela  | Mineros de Guayana | Venezuela | 2017 |

- Datos: Q5955430